# Víkar
Víkar [ˈvʊikaɹ] és un poble abandonat situat a l'illa de Vágar, a les illes Fèroe. Forma part del municipi de Sørvágur. Víkar significa "cales" en feroès, un nom amb un significat similar al que té l'illa Vágar.
Víkar està situat està situat a la costa nord de l'illa de Vágar. La localitat s'assentava en un terreny relativament pla prop de la desembocadura del riu Stórá. Altes muntanyes l'aïllen el lloc de la resta de l'illa. L'Árnafjall, de 722 metres d'alçada, o el Djúpidalur, de 715, el separen de Gásadalur i de la costa sud-occidental de Vágar.
Víkar es va fundar el 1837 molt a prop al poble de Gásadalur, situat més al sud. Encara avui hi ha un camí que continua connectant els dos nuclis. Tot i que el territori era molt favorable, Víkar ja havia estat abandonat cap al 1910 perquè era massa difícil d'arribar-hi. El veí assentament de Slættanes, que també l'havien fundat durant el mateix període, va patir la mateixa sort als anys 1960.